# Titularbistum Salapia
Salapia (ital.: Salpi) ist ein Titularbistum der römisch-katholischen Kirche. 
Es geht zurück auf einen Bischofssitz in der gleichnamigen Stadt in der italienischen Region Apulien. Das Bistum Salapia war dem Erzbistum Trani als Suffraganbistum unterstellt.
| Titularbischöfe von Salapia |                                              |                                               |                   |                   |
| Nr.                         | Name                                         | Amt                                           | von               | bis               |
| 1                           | Guerino Grimaldi                             | Weihbischof in Salerno (Italien)              | 2. Februar 1968   | 19. März 1971     |
| 2                           | André Collini Titularerzbischof pro hac vice | Koadjutorerzbischof von Toulouse (Frankreich) | 22. Dezember 1972 | 16. November 1978 |
| 3                           | Manuel Eguiguren Galarraga OFM               | Weihbischof in El Beni o Beni (Bolivien)      | 30. November 1981 | 15. Juli 2012     |
| 4                           | Paolo Selvadagi                              | Weihbischof in Rom (Italien)                  | 14. Juni 2013     |                   |